# St. Stephan (Dietkirchen)

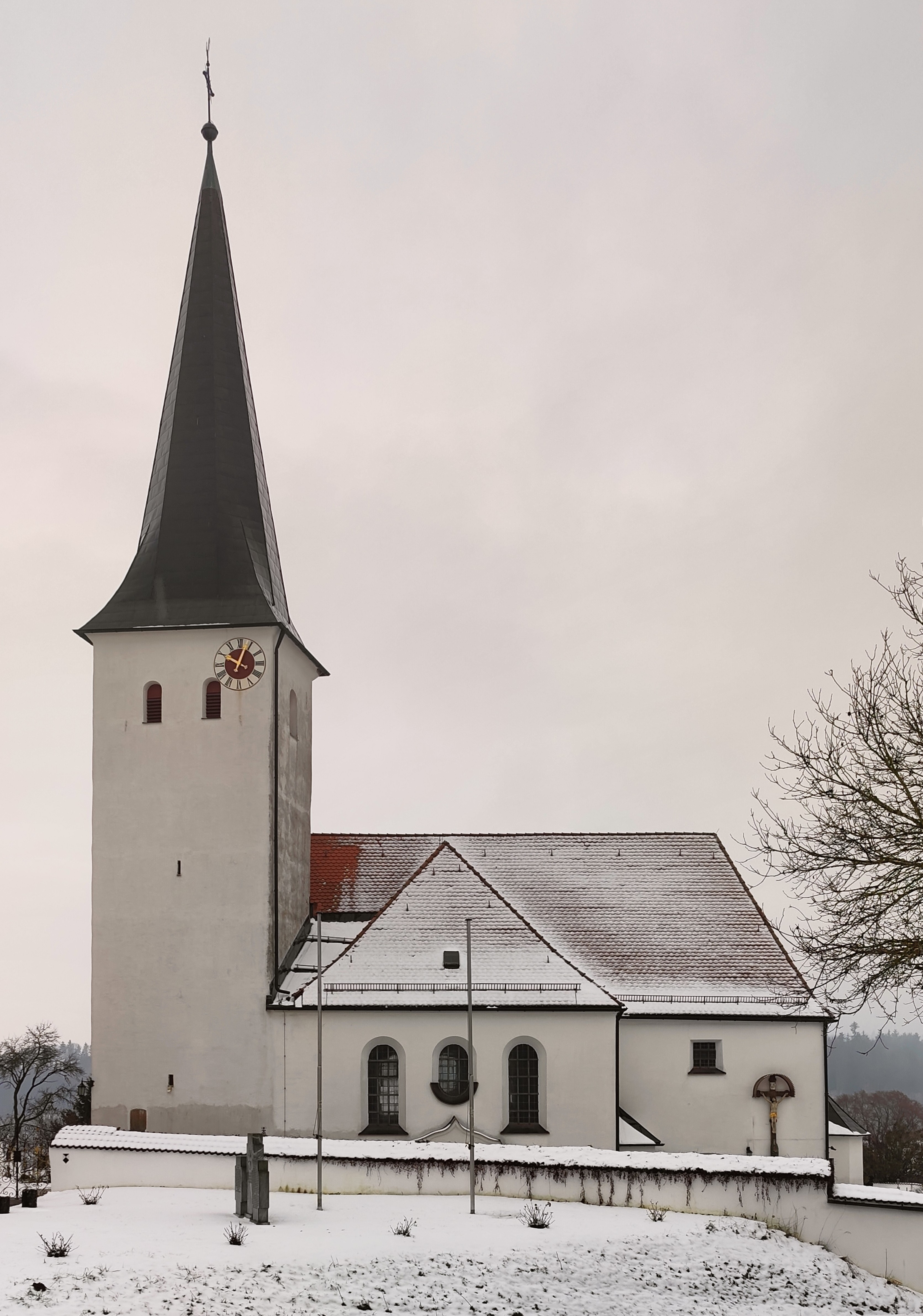
St. Stephan (Dietkirchen)

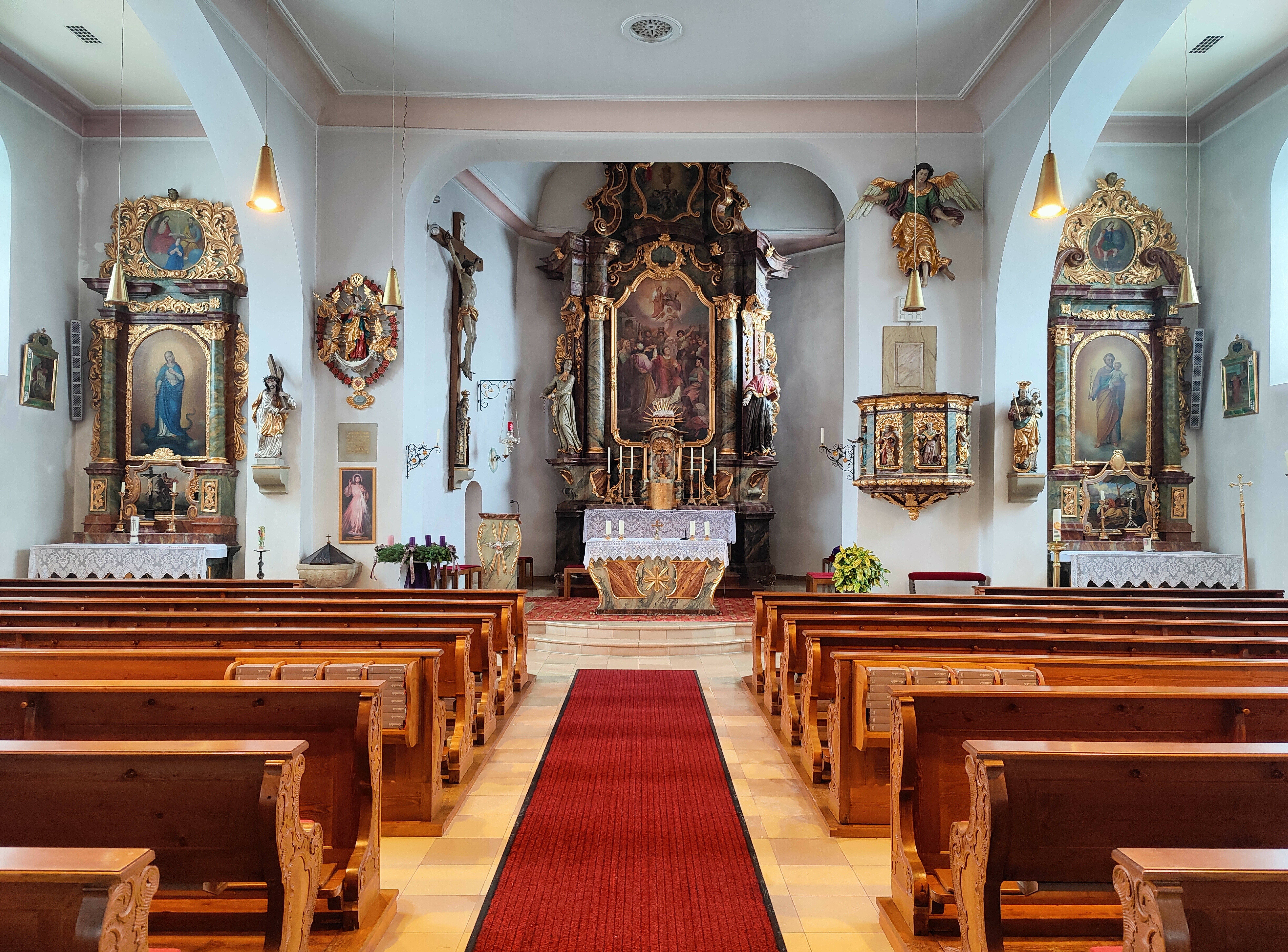
Innenraum (2022)

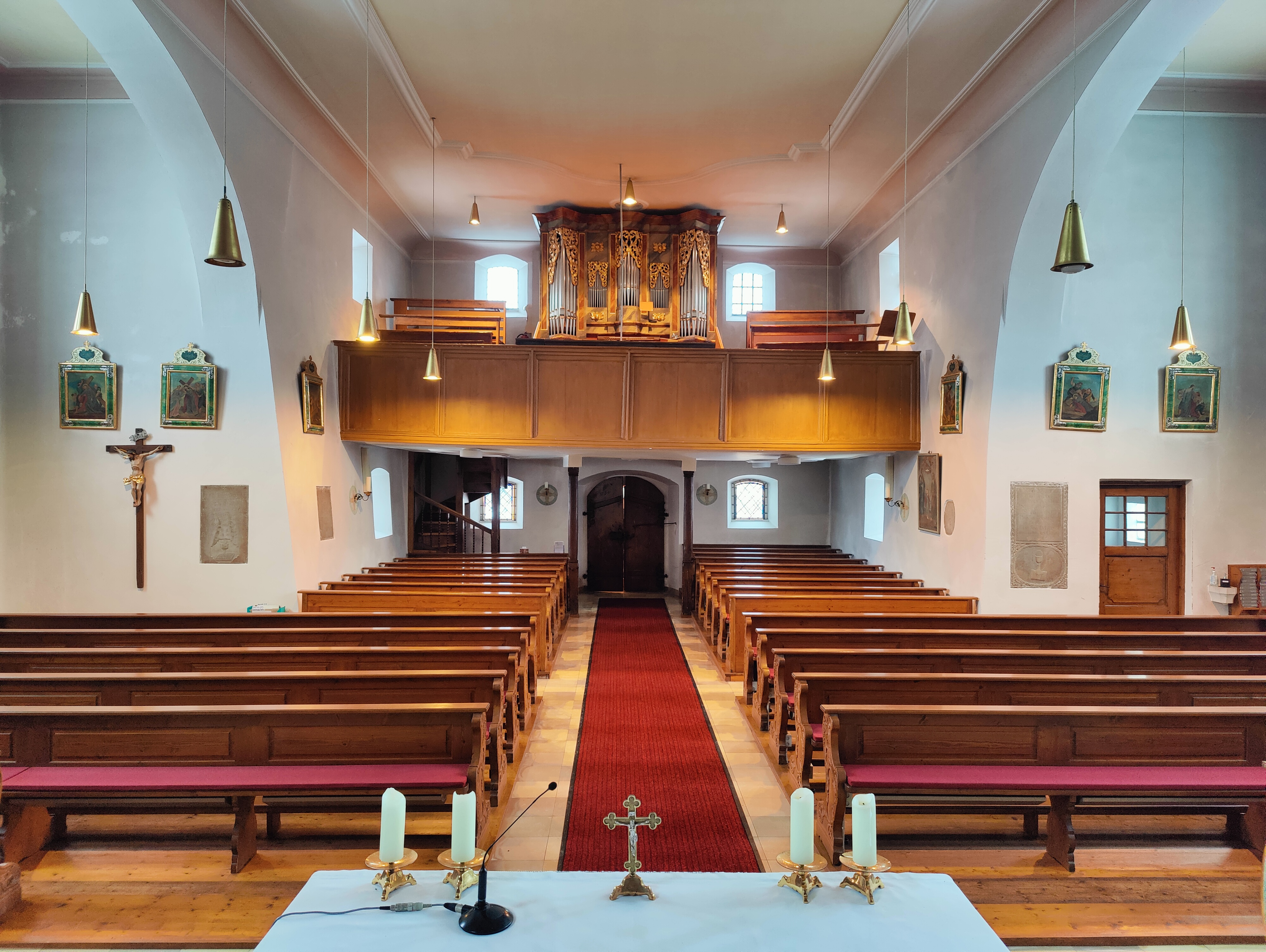
Innenraum, Blick zur Orgel

Die römisch-katholische, denkmalgeschützte Pfarrkirche St. Stephan steht in Dietkirchen, einem Gemeindeteil der Gemeinde Pilsach im Landkreis Neumarkt in der Oberpfalz. Die Kirche gehört zum Pfarrverband Pilsach-Oberwiesenacker im Dekanat Habsberg des Bistums Eichstätt. Das Bauwerk ist unter der Denkmalnummer D-3-73-153-11 als Baudenkmal in die Bayerische Denkmalliste eingetragen.

## Beschreibung
Die romanische Saalkirche wurde mehrfach, vor allem im 18. Jahrhundert umgestaltet. Sie besteht aus einem Langhaus, einem eingezogenen, dreiseitig geschlossenen Chor im Osten und einem 1550 gebauten Chorflankenturm an dessen Nordwand. Sein oberstes Geschoss beherbergt die Turmuhr und den Glockenstuhl. Auf ihm sitzt ein schiefergedeckter, achtseitiger Knickhelm. Zwischen Langhaus und Chor wurde 1920/21 nach einem Entwurf von Friedrich Haindl ein Querschiff eingefügt, das mit einem Walmdach bedeckt ist, und in dem Kapellen untergebracht sind. Die Saalkirche wurde dadurch zur Kreuzkirche erweitert. 
Der Innenraum des Langhauses ist mit einer Flachdecke, der des Chors mit einem Tonnengewölbe überspannt. Zur Kirchenausstattung gehört ein um 1730/40 gebauter Hochaltar, dessen nazarenisches Altarretabel von Georg Lang stammt. Die Orgel mit 13 Registern auf zwei Manualen und Pedal wurde 2000 als Opus 279 von Orgelbau Sandtner gebaut.